# Ода на радостта
„Ода на радостта“ (на немски: An die Freude) е ода, създадена през 1785 г. от немския поет, драматург и историк Фридрих Шилер, прославяща братството и разбирателството на цялото човечество.
Одата е най-добре позната от музикалната композиция на Лудвиг ван Бетховен във финалното Presto на неговата „Девета симфония“.
През 1972 г. творбата на Бетовен е избрана от Съвета на Европа за европейски химн, а през 1985 г. – от тогавашната Европейска общност (след 1993 г. Европейски съюз) за свой химн.
| Оригинал на немски Фридрих Шилер Freude, schöner Götterfunken, Tochter aus Elysium, Wir betreten feuertrunken Himmlische, dein Heiligtum. Deine Zauber binden wieder, Was der Mode Schwert geteilt; Bettler werden Fürstenbrüder, Wo dein sanfter Flügel weilt. Chor Seid umschlungen, Millionen! Diesen Kuß der ganzen Welt! Brüder – überm Sternenzelt Muß ein lieber Vater wohnen. Wem der große Wurf gelungen, Eines Freundes Freund zu sein; Wer ein holdes Weib errungen, Mische seinen Jubel ein! Ja – wer auch nur eine Seele Sein nennt auf dem Erdenrund! Und wers nie gekonnt, der stehle Weinend sich aus diesem Bund! Chor Was den großen Ring bewohnet, Huldige der Sympathie! Zu den Sternen leitet sie, Wo der Unbekannte thronet. Freude trinken alle Wesen An den Brüsten der Natur, Alle Guten, alle Bösen Folgen ihrer Rosenspur. Küsse gab sie uns und Reben, Einen Freund, geprüft im Tod. Wollust ward dem Wurm gegeben, Und der Cherub steht vor Gott. Chor Ihr stürzt nieder, Millionen? Ahndest du den Schöpfer, Welt? Such ihn überm Sternenzelt, Über Sternen muß er wohnen. Freude heißt die starke Feder In der ewigen Natur. Freude, Freude treibt die Räder In der großen Weltenuhr. Blumen lockt sie aus den Keimen, Sonnen aus dem Firmament, Sphären rollt sie in den Räumen, Die des Sehers Rohr nicht kennt. Chor Froh, wie seine Sonnen fliegen, Durch des Himmels prächtgen Plan, Laufet, Brüder, eure Bahn, Freudig wie ein Held zum Siegen. Aus der Wahrheit Feuerspiegel Lächelt sie den Forscher an. Zu der Tugend steilem Hügel Leitet sie des Dulders Bahn. Auf des Glaubens Sonnenberge Sieht man ihre Fahnen wehn, Durch den Riß gesprengter Särge Sie im Chor der Engel stehn. Chor Duldet mutig, Millionen! Duldet für die beßre Welt! Droben überm Sternenzelt Wird ein großer Gott belohnen. Göttern kann man nicht vergelten, Schön ists, ihnen gleich zu sein. Gram und Armut soll sich melden, Mit den Frohen sich erfreun. Groll und Rache sei vergessen, Unserm Todfeind sei verziehn, Keine Träne soll ihn pressen, Keine Reue nage ihn. Chor Unser Schuldbuch sei vernichtet! Ausgesöhnt die ganze Welt! Brüder – überm Sternenzelt Richtet Gott, wie wir gerichtet. Freude sprudelt in Pokalen, In der Traube goldnem Blut Trinken Sanftmut Kannibalen, Die Verzweiflung Heldenmut – – Brüder, fliegt von euren Sitzen, Wenn der volle Römer kreist, Laßt den Schaum zum Himmel sprützen: Dieses Glas dem guten Geist. Chor Den der Sterne Wirbel loben, Den des Seraphs Hymne preist, Dieses Glas dem guten Geist Überm Sternenzelt dort oben! Festen Mut in schwerem Leiden, Hülfe, wo die Unschuld weint, Ewigkeit geschwornen Eiden, Wahrheit gegen Freund und Feind, Männerstolz vor Königsthronen – Brüder, gält es Gut und Blut, – Dem Verdienste seine Kronen, Untergang der Lügenbrut! Chor Schließt den heilgen Zirkel dichter, Schwört bei diesem goldnen Wein: Dem Gelübde treu zu sein, Schwört es bei dem Sternenrichter! Rettung von Tyrannenketten, Großmut auch dem Bösewicht, Hoffnung auf den Sterbebetten, Gnade auf dem Hochgericht! Auch die Toten sollen leben! Brüder trinkt und stimmet ein, Allen Sündern soll vergeben, Und die Hölle nicht mehr sein. Chor Eine heitre Abschiedsstunde! Süßen Schlaf im Leichentuch! Brüder – einen sanften Spruch Aus des Totenrichters Munde! | Български превод Асен Разцветников Радост – ти дете от Рая, ти, божествен ясен плам! Ний пристъпваме в омая, о, богиньо, в твоя храм. Твоят светъл чар споява туй, що светски нрав дели. Братя всички люде стават, щом с крила повееш ти. | Български превод Димитър Стоевски Радост, дева вдъхновена, лъч божествен – дивен дар, свеждаме опиянени взор пред твоя свят олтар. Ти сплотяващ в порив чуден разделените от зло, братя стават всички люде, щом разпериш ти крило. Хор Във прегръдка, милиони, край сложете на вражди! С обич безпределна бди бог от звездни небосклони. Който е честит да има драг приятел в труден час, в мирен дом – жена любима, нека да ликува с нас! Ала онзи, за когото този свят е чужд и пуст, нека да стои самотен вън от нашия съюз. Хор Нека в сговор благороден крепне този кръг широк — той към звездния чертог на Неведомия води. Радост да дари, разтваря майката-природа гръд и добри, и лоши твари следват верния ѝ път. Даде вино нам и щастие, и приятел скъп докрай, на пигмеи – долни сласти, а на херувими – рай. Хор Люде, падате в смирение пред създателя пречист? Той е в тая звездна вис на небесните селения. Радостта е мощ основна, златен лост на вечността, на световния часовник колелата движи тя. Радостта подмамва нежно всеки кълн да разцъфти, тя в пространството безбрежно със планетите лети. Хор С тоя полет на слънцата в модрата небесна глъб своя път без страх и скръб следвайте и вие, братя! Тя за правдата надежда вдъхва на мъдреца благ и страдалеца извежда на спасителния бряг. Редом с вярата развява гордите си знамена, с ангелския хор запява и в задгробната страна. Хор Братя, трябва да се страда свят добър да създадем; горе в звездния си трем бог ни чака със награда. Равни нему да сте – ето що изисква бог всегда, и да скътвате в сърцето чужда радост и беда; мъст и гняв да се забравят, на врага да се прости, жалба глуха, плач сподавен никого да не гнети! Хор Всеки дълг изтрит да бъде, да царува вечен мир! Бог от звездната си шир нявга като нас ще съди. Радост блика от бокала с лозовата златна кръв, кротост пие канибалът, плахият е в дързост пръв. Братя, нека всинца ние станем на крака и в чест на добрия дух изпием тая пълна чаша днес! Хор За духа, когото слави с химни ангелският хор — той от звездния простор ред във хаоса създава. Бодрост в мъка нетърпима, помощ в нищета и мрак, клетва вечна, нерушима, правда към другар и враг; мъжка гордост пред тирана, заплатена с кръв дори, смърт на подлата измяна, слава на дела добри! Хор Дайте вярна клетва в тесен кръг над тоя златен сок — там от звездния чертог гледа съдникът небесен! |